# Gastón Moreyra
Gastón Emanuel Moreyra (Merlo, Prov. Buenos Aires, Argentina, 15 de diciembre de 1999) es un futbolista argentino que se desempeña como enganche en el Bonita Banana Sporting Club de la Primera División de Ecuador de Ecuador.

## Trayectoria

### Ferro
Realiza todas las divisiones inferiores en el club de Caballito. Para finales de 2017 integra el plantel de la reserva y comienza a ingresar a los encuentros pero sin dejar de jugar en su categoría. Es convocado a la pretemporada de julio del 2018 y forma parte de los amistosos. Es convocado por primera vez para el banco de suplentes del equipo de primera para el partido contra Estudiantes de Río Cuarto por el Campeonato de Primera Nacional 2020, no ingresa al partido. Su debut se termina dando el  mes siguiente al ingresar en el segundo tiempo del partido contra Agropecuario, ingresó a los 29 minutos del segundo tiempo en lugar de Matías Ramírez. En total disputó dos partidos sin marcar goles en ese campeonato.
De cara al Campeonato de Primera Nacional 2021 continúa integrando el plantel profesional y comienza a ser parte de la rotación. El 10 de agosto juega su primer partido como titular, siendo reemplazado en el segundo tiempo del empate 0 a 0 contra All Boys. Su primer gol como profesional lo convierte el 10 de septiembre en la victoria 6 a 0 contra Independiente de Rivadavia, En total en la temporada disputa 10 partidos y convierte un gol. Tras un buen campeonato Ferro logra clasificarse al reducido, siendo el último partido contra Quilmes, ingresa en dicho partido y en la vuelta, siendo que el ganador de la serie fue el equipo del sur del conurbano, perdiendo así la posibilidad del ascenso.
Sigue formando parte del club en el Campeonato de Primera Nacional 2022.

### Godoy Cruz
Se confirma su compra de cara al segundo semestre del 2024 para disputar el Campeonato de Primera División 2024. La compra se realiza por U$D 400.000 por el 80% del pase.

## Estadísticas
Actualizado al 15 de julio de 2024

| Ferro Argentina                                                             | 2.ª           | 2020          | 2  | 0 | 0 | 0 | — | — | 2  | 0 | 0    |
| Ferro Argentina                                                             | 2.ª           | 2021          | 12 | 1 | 0 | 0 | — | — | 12 | 1 | 0.08 |
| Ferro Argentina                                                             | 2.ª           | 2022          | 9  | 0 | 0 | 0 | — | — | 9  | 0 | 0    |
| Ferro Argentina                                                             | 2.ª           | 2023          | 22 | 3 | — | — | — | — | 22 | 3 | 0.14 |
| Ferro Argentina                                                             | 2.ª           | 2024          | 17 | 0 | — | — | — | — | 17 | 0 | 0    |
| Ferro Argentina                                                             | Total         | Total         | 62 | 4 | 0 | 0 | 0 | 0 | 62 | 4 | 0.06 |
| Godoy Cruz Argentina                                                        | 1.ª           | 2024          | 0  | 0 | 0 | 0 | — | — | 0  | 0 | 0    |
| Godoy Cruz Argentina                                                        | Total         | Total         | 0  | 0 | 0 | 0 | 0 | 0 | 0  | 0 | 0    |
| Total carrera                                                               | Total carrera | Total carrera | 62 | 4 | 0 | 0 | 0 | 0 | 62 | 4 | 0.06 |
| (1) La copa nacional se refiere a la Copa Argentina y Supercopa Argentina . |               |               |    |   |   |   |   |   |    |   |      |